# 封印
封印是指用来装封合同及其他法律文件的一种方式。这种方式在普通法系国家和地区比较流行。20世纪以前，根据普通法的传统，装封了的合同一般可以被法院执行，而不用去探究该合同关系中是否存在有效的对价。但是20世纪以后，装封合同的效力逐渐式微，已经不再具有决定性效力，在美国很多州已经通过法例或者法院通过判例否认了装封合同的决定性效力。